# Hashim Amla
Hashim Mohemed Amla (nacido el 31 de marzo de 1983), exjugador de críquet sudafricano. Amla tiene el récord de ser el más rápido en anotar 2000, 3000, 4000, 5000, 6000 y 7000 carreras ODI. También se convirtió en el jugador de críquet más rápido en alcanzar los 10 siglos de One Day International. También es conocido como el primer y único jugador de críquet sudafricano en anotar un triple siglo en Test Cricket.

## Primeros años
El 28 de noviembre de 2004, Amla hizo su debut en Test Cricket para Sudáfrica contra India. El 9 de marzo de 2008, hizo su debut en One Day International contra Bangladés. El 13 de enero de 2009, Amla hizo su debut en Twenty20 contra Australia. En 2014, se convirtió en el jugador de críquet más rápido en alcanzar los 15 siglos en One Day International (ODI) en sus 86 entradas. En el mismo año, se convirtió en el jugador de críquet más rápido en alcanzar los 16 siglos en ODI en su 94.ª entrada y el jugador de críquet más rápido en 17 siglos en ODI en sus 98 entradas. El 18 de enero de 2015, se convirtió en el jugador de críquet más rápido en anotar 18 siglos en ODI en sus 102 entradas. El 3 de marzo de 2015, se convirtió en el jugador de críquet más rápido en alcanzar los 20 siglos en ODI en sus 108 entradas. Amla ha dejado su franquicia nacional Dolphins para unirse a Cape Cobras en 2013.
El 8 de agosto de 2019, Amla anunció su retiro del cricket internacional.

## Récords en críquet
- 1,000 ejecuciones tanto en Pruebas como en One Day International en el mismo año calendario (2010).[13]
- Primer bateador sudafricano en anotar 25 siglos en One Day International.[14]
- Cuarto jugador de cricket internacional en anotar 25 siglos tanto en el cricket Test Cricket como en el One Day International después de Sachin Tendulkar, Ponting y Sangakkara.[14]

## Vida personal

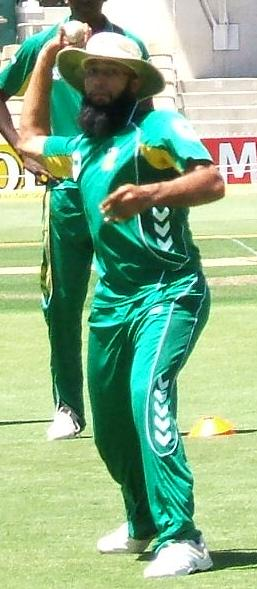
Hashim Amla

Nacido en Durban, Amla es de origen musulmán surs, indio gujarati ansari. Su hermano mayor, Ahmed Amla, también era un jugador de críquet profesional. Ahmed hizo su debut dos años antes que Hashim y jugaron juntos durante un tiempo en los KwaZulu-Natal Dolphins. Amla se casó con Sumaiyah y tienen dos hijos.